# Enstone
Koordinaten: 51° 55′ N, 1° 27′ W
Enstone ist ein Dorf in England und eine der größten „civil parishes“ (Gemeinden) im Oxfordshire. Enstone hat 1.103 Einwohner (2001) und liegt etwa 20 Kilometer nordwestlich von der Stadt Oxford. Enstone unterteilt sich in Church Enstone und Neat Enstone, die durch den River Glyme voneinander getrennt sind. Die Dörfer Lidstone, Fulwell, Cleveley, Gagingwell, Radford, Broadstonehill und Chalford gehören ebenfalls zu Enstone.

## Geschichte
Das Kammergrab Hoar Stone liegt zwischen Neat Enstone und Fulwell.
Enstone wurde ursprünglich als Henestan im Domesday Book von 1086 und als Enestan oder Ennestan in Aufzeichnungen am Winchcombe Abtei von 1185 geführt. Zwar gibt es unterschiedliche Auffassungen über die Herkunft des Wortes Enstone, es wird angenommen, dass es angelsächsischen Ursprungs ist. Der Glaube der Allgemeinheit ist, dass das Wort Enna's Stein heißt – "ein Stein von einem Mann namens Enna", obwohl es auch die Auffassung gibt, dass die Worte "ent und Stan" – buchstäblich bedeuten riesigen Stein. Diese Steine – bekannt als Hoar Stone – befinden sich an einer Ecke der Straße von Charlbury nach Fulwell bzw. Enstone, wo man zwischen Bäumen die drei stehende Steine sehen kann. Der höchste Stein ist fast drei Meter hoch. Es gibt noch andere Steine in Lidstone, Broadstonehill und in Rollright.

## Wirtschaft
Das „Whiteways Technical Centre“ wurde 1992 in Enstone gebaut und wird heute vom Alpine F1 Team genutzt. Es befasst sich mit dem Bau der Formel-1-Autos, aber auch mit dem Koordinieren des Rennteams. Beschäftigt sind dort etwa 700 Leute.

## Verkehr
Die A44 (Oxford – Stratford) verläuft als eine der Hauptverkehrsstraßen direkt durch Neat Enstone.
Das Enstone Airfield (ICAO: EGTN) ist ein kleiner Flugplatz nordöstlich des Ortes. Er besitzt eine 1100 m lange befestigte Start- und Landebahn in Richtung 08/26. Während des Zweiten Weltkriegs betrieb ihn die Royal Air Force als Royal Air Force Station Enstone, kurz RAF Enstone.